# Streptanthus cordatus
Streptanthus cordatus är en korsblommig växtart som beskrevs av Thomas Nuttall. Streptanthus cordatus ingår i släktet Streptanthus och familjen korsblommiga växter.

## Underarter
Arten delas in i följande underarter:
- S. c. cordatus
- S. c. piutensis

## Bildgalleri

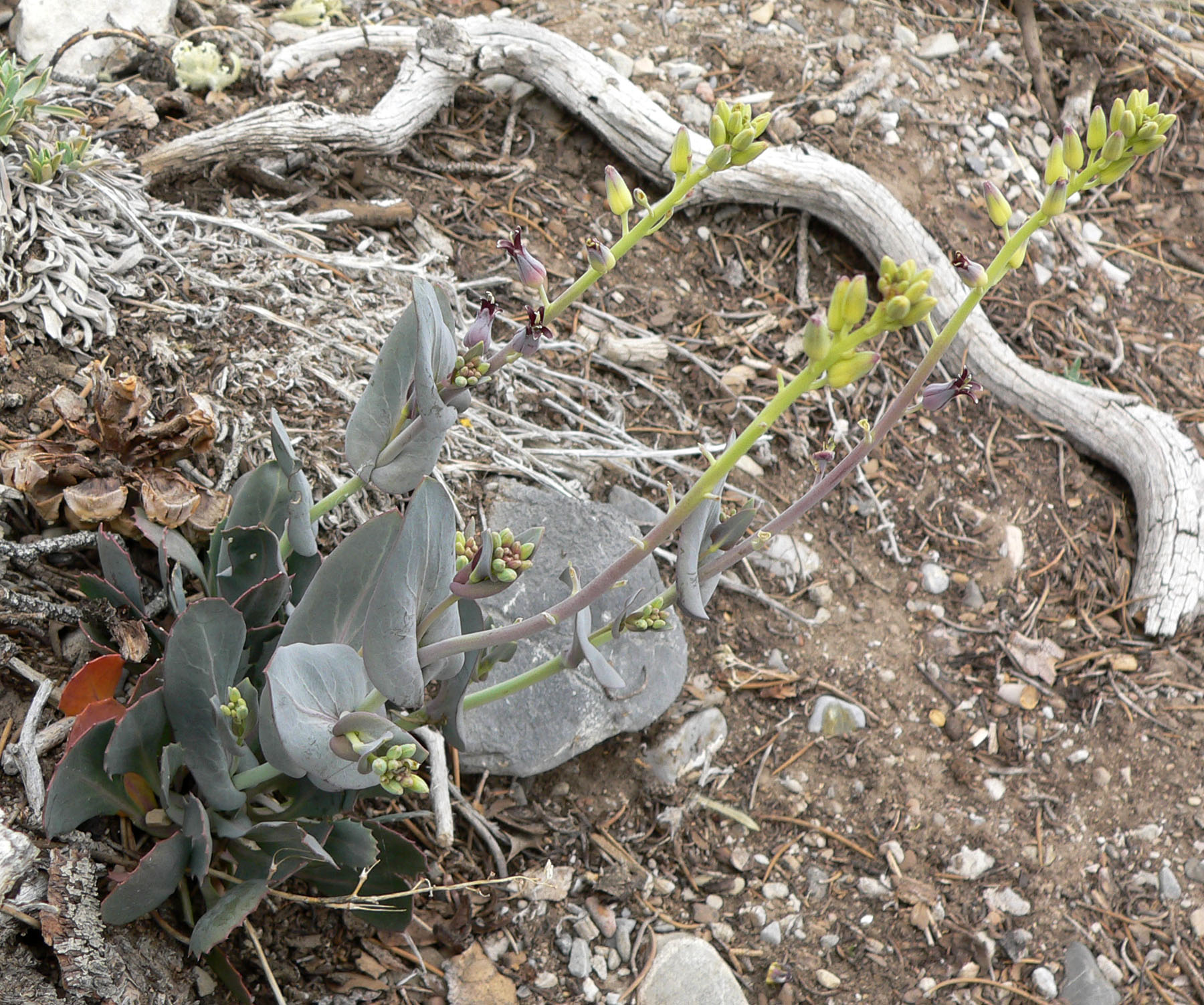
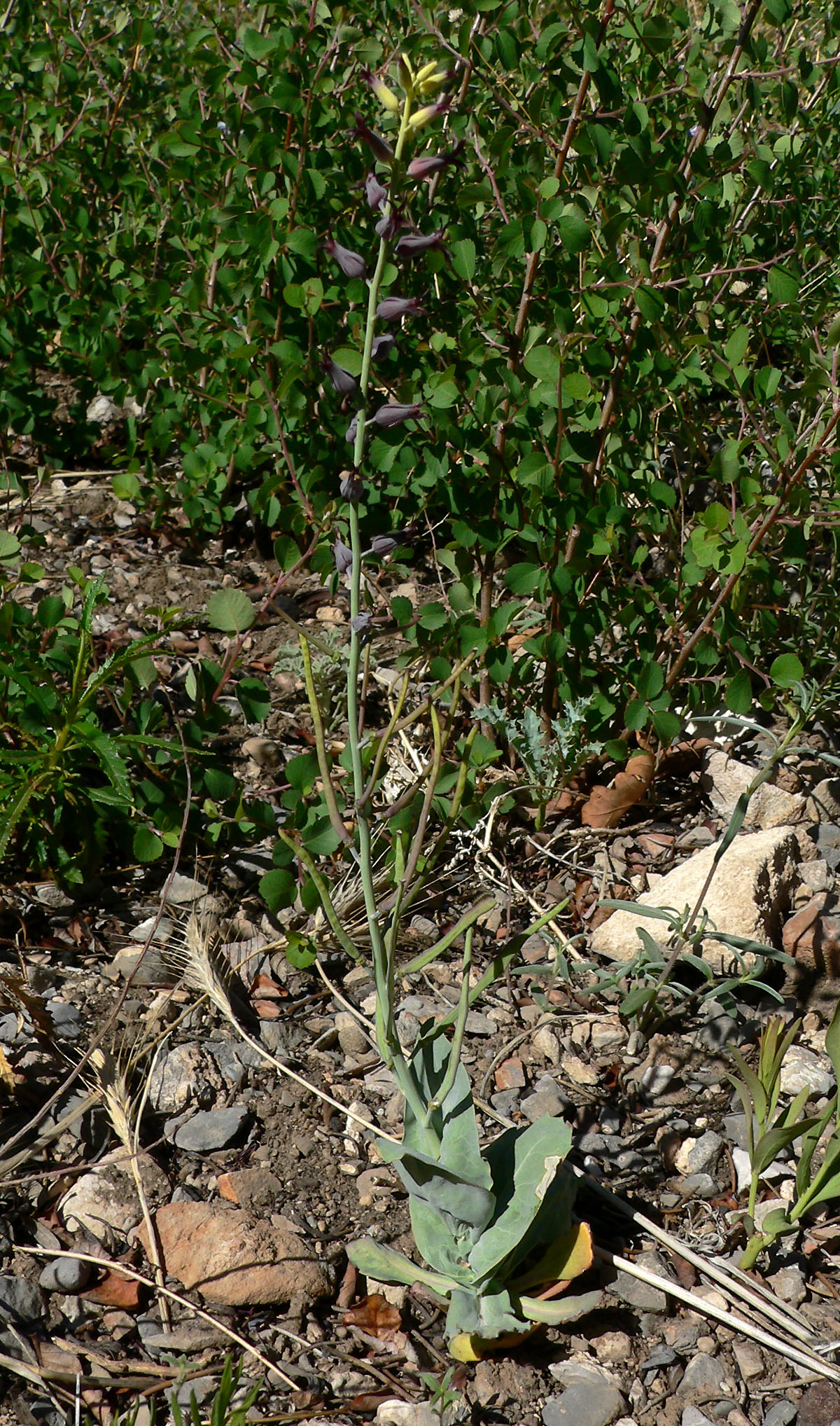
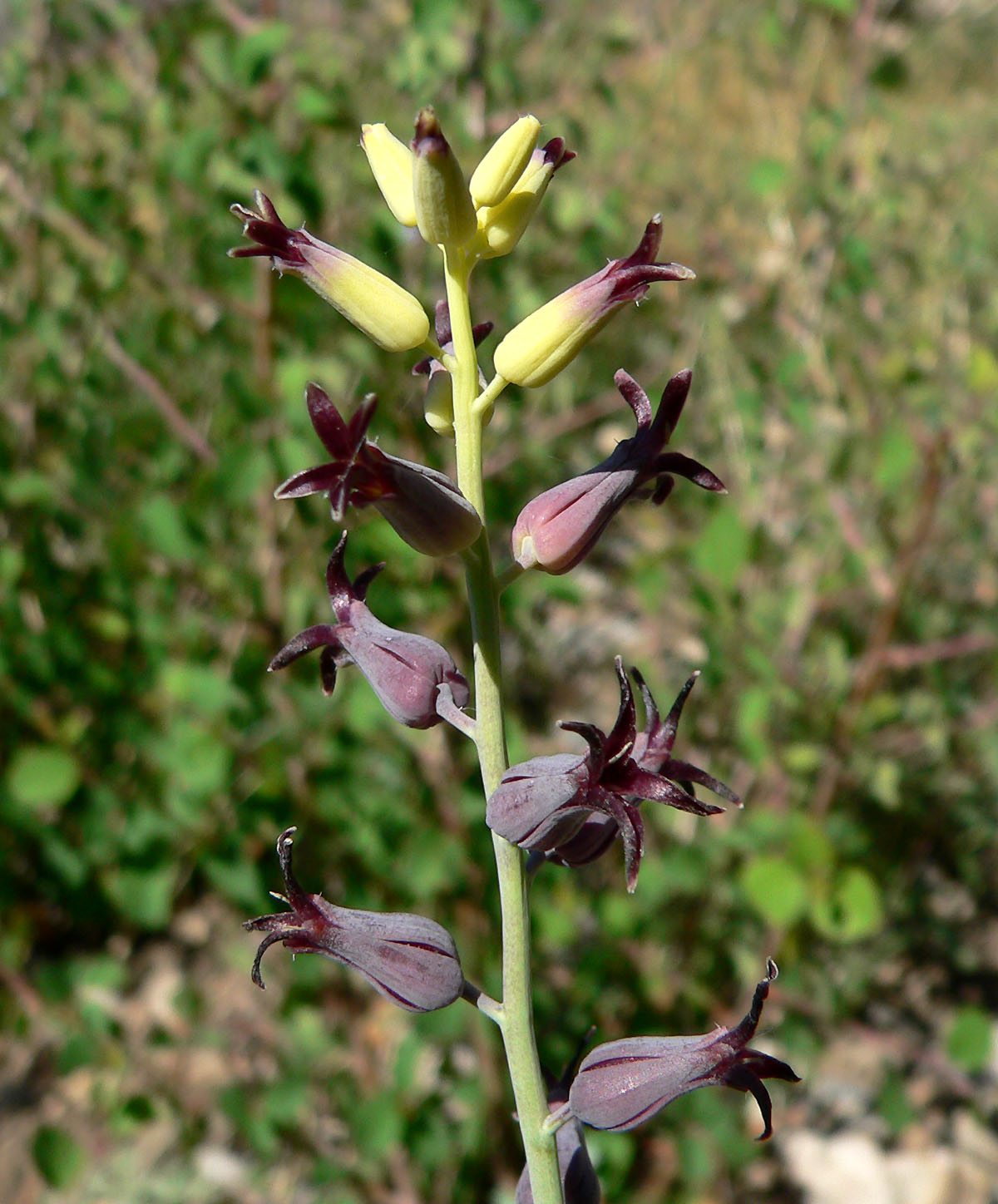
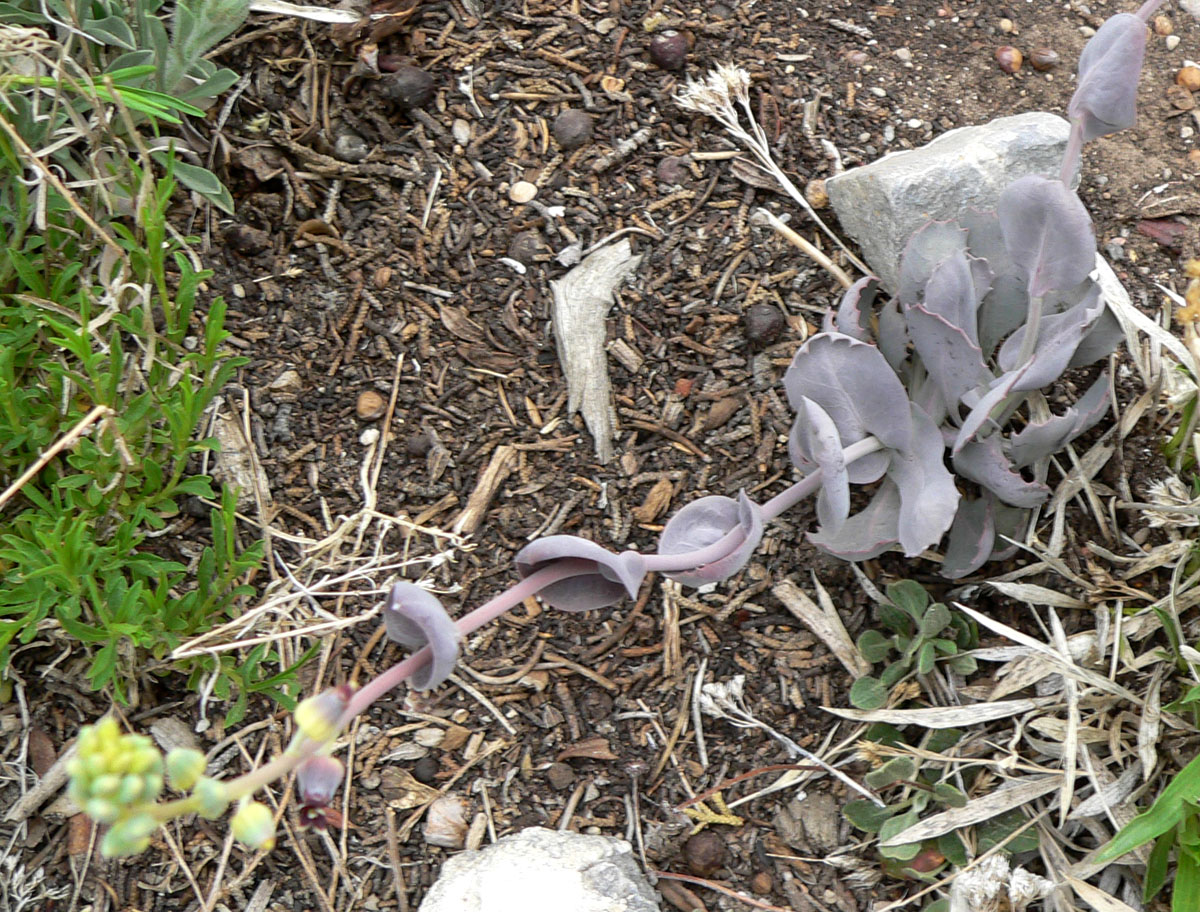
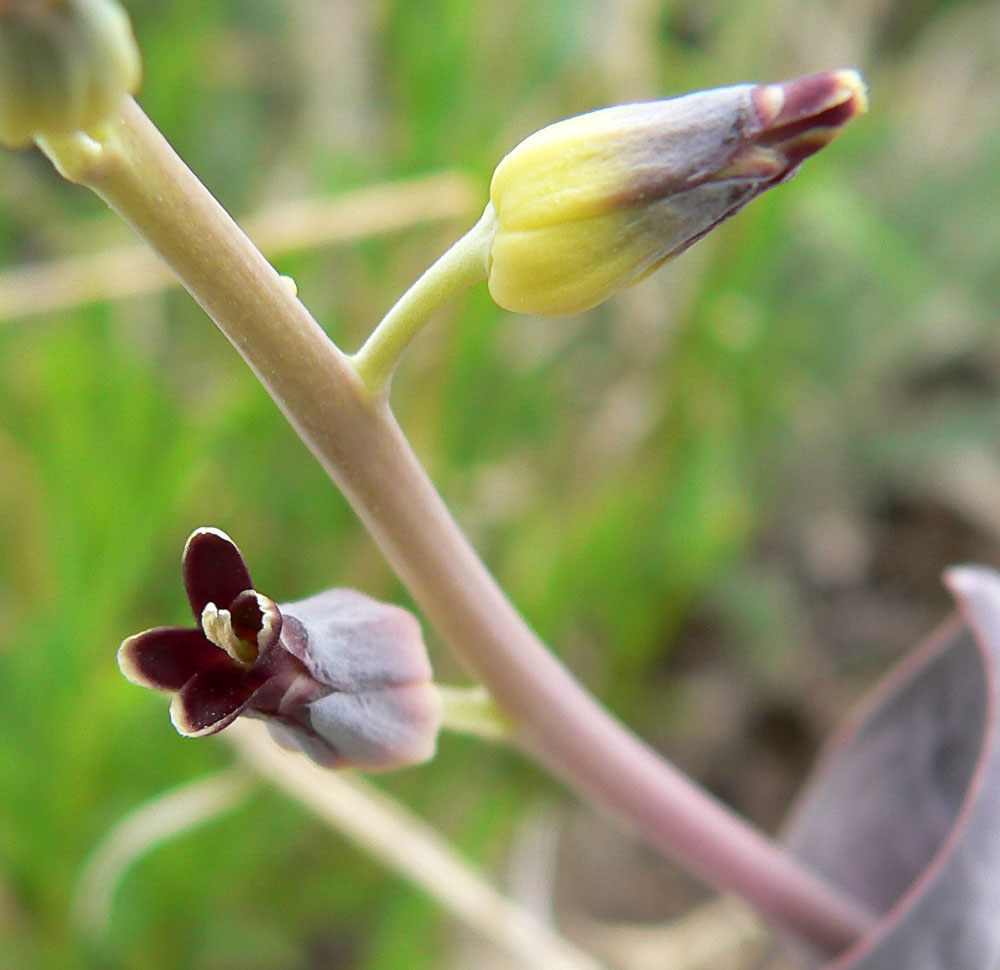
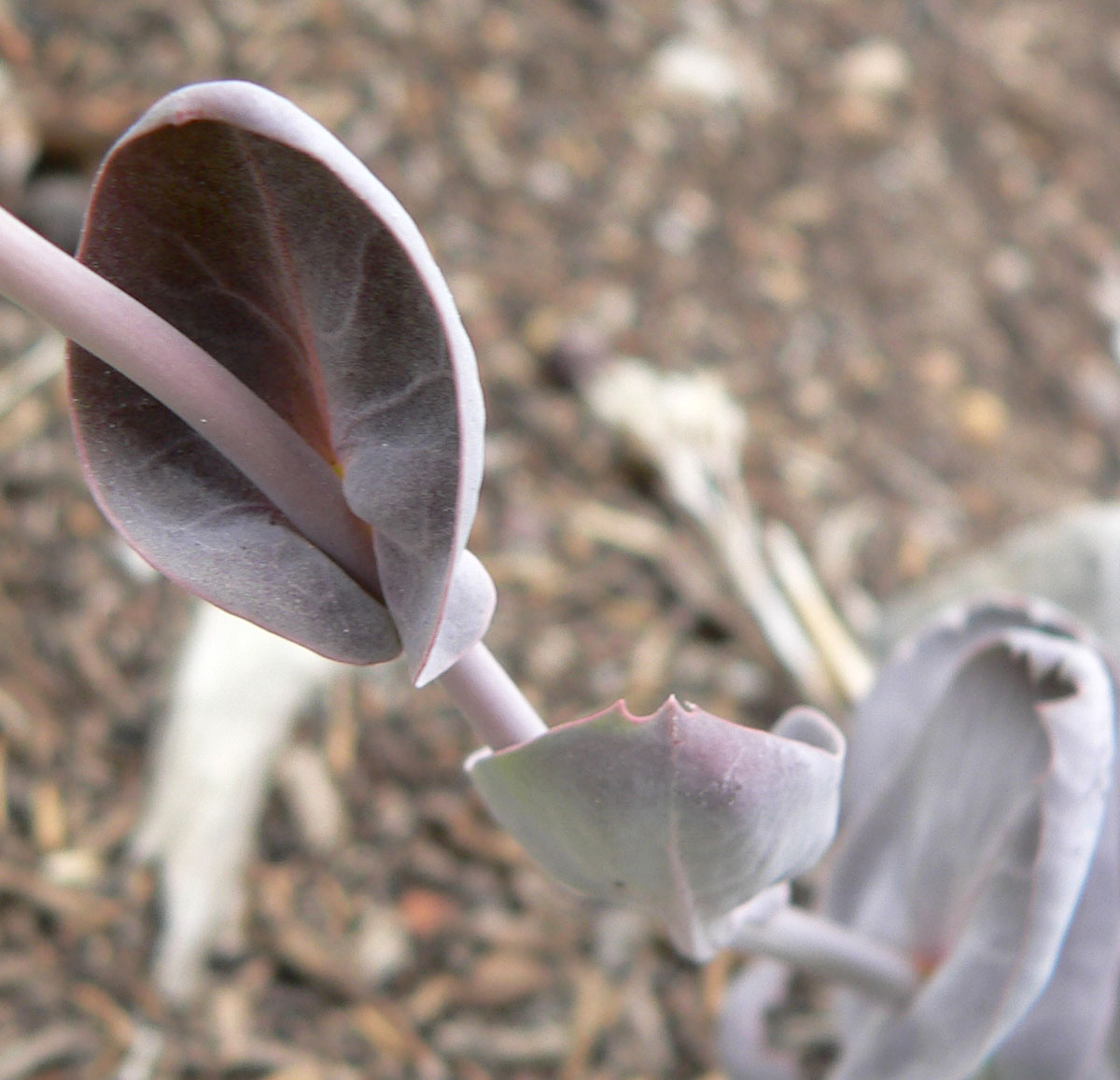